# Культура Катара

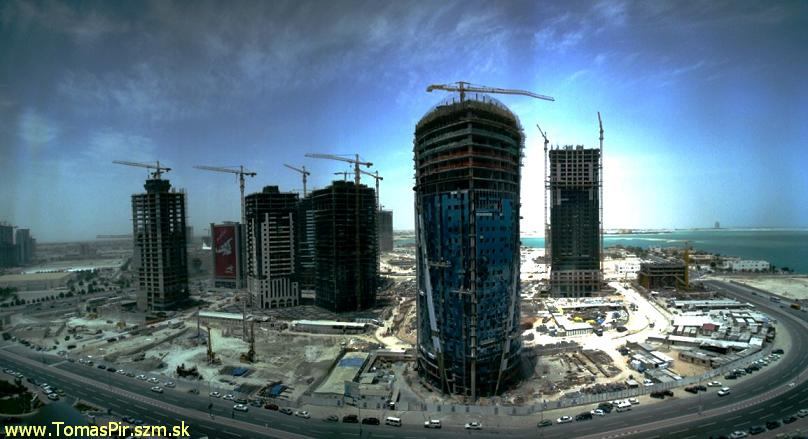
Государства Персидского залива

Культура Катара, будь то музыка, искусство, стиль или кулинария, идентична культуре других стран Персидского залива. Арабские племена из Саудовской Аравии, мигрируя в Катар и другие регионы залива, приносили с собой свои традиции и обычаи, поэтому теперь культура стран этого региона подобна.

## Религия
Законы шариата в Катаре — основа государственности. Большая часть граждан Катара придерживаются Ханбалитской школы — одной из четырёх основных школ суннитов. Шииты составляют примерно 10 % от населения Катара. Алкоголь в стране продавать разрешено, однако запрещено распитие напитков в публичных заведениях.
Ислам — основная религия Катара, которую исповедуют около 80 % его граждан. Из них 90 % сунниты, 10 % — шииты. Большинство проживающих, не являющихся гражданами Катара — приезжие из южной и юго-восточной Азии и арабских стран, работающие в стране временно. Приезжие исповедуют самые разные религии: христианство, индуизм, сикхизм, буддизм, бахаизм.
Сообщества индусов и сикх приезжают в Катар из Индии, в то время как буддисты — из южной, юго-восточной и восточной Азии. Большинство людей, исповедующих бахаизм, — из Ирана. Религия не является критерием получения гражданства Катара, согласно закону этой страны.

## Праздники
| Дата                             | Праздник                             |
| -------------------------------- | ------------------------------------ |
| Второй вторник февраля           | Национальный день спорта             |
| Начало марта                     | Банковские каникулы (Великобритания) |
| 18 декабря                       | Национальный день Катара             |
| 1, 2, 3 дни месяца Шавваль       | Ураза-байрам                         |
| 10, 11, 12 дни месяца Зуль-хиджа | Курбан-байрам                        |